# 旺多姆-卢瓦河畔维列TGV站
旺多姆-卢瓦河畔维列TGV站，简称旺多姆TGV站，是法国的一个高速铁路车站，位于法国中部市镇卢瓦河畔维列，在卢瓦-谢尔省境内。

## 位置
旺多姆-卢瓦河畔维列TGV站在法国高速铁路大西洋线的正线上，是该高铁全线仅有的两个位于正线上的高铁车站之一（另一个是马西TGV站）。旺多姆-卢瓦河畔维列TGV站位于旺多姆市区的西北部，距离市中心大约5公里。车站大致呈南北走向，开口朝东。
旺多姆-卢瓦河畔维列TGV站与旺多姆站之间没有联络线连接，但有公交摆渡车（法語：Navette）连接。
由于旺多姆-卢瓦河畔维列TGV站附近人口数量并不多，因此停靠该站的列车数量较少。

## 站名
旺多姆-卢瓦河畔维列TGV站一名来源于其附近的旺多姆，而卢瓦河畔维列是靠近旺多姆-卢瓦河畔维列TGV站最近的市镇。由于"旺多姆-卢瓦河畔维列TGV站"一名较长，一般在生活中将该站简称为"旺多姆-卢瓦河畔维列TGV站"或"卢瓦河畔维列站"。

## 停靠线路
以下列车线路在旺多姆-卢瓦河畔维列TGV站停靠：
| 旺多姆-卢瓦河畔维列TGV站列车线路表 |      |                      |                         |              |
| 线路                               | 车种 | 上一站               | 下一站                  | 大致运行频率 |
| 巴黎—图尔                          | TGV  | 巴黎蒙帕纳斯/马西TGV | 圣皮耶尔德科尔          | 每天6趟左右  |
| 巴黎—普瓦捷/拉罗谢尔               | TGV  | 巴黎蒙帕纳斯/马西TGV | 圣皮耶尔德科尔/沙泰勒罗 | 每天2趟左右  |
| 巴黎—波尔多                        | TGV  | 巴黎蒙帕纳斯/马西TGV | 圣皮耶尔德科尔          | 每天1趟      |
| 1. 2.                              |      |                      |                         |              |

## 配套交通

### 大巴车
旺多姆-卢瓦河畔维列TGV站对应的大巴车上下车地点位于车站正前方，中央-卢瓦尔河谷城际客运 （页面存档备份，存于）提供前往蒙杜布洛、沙托雷诺尔及旺多姆市区的大巴车，其车票可与SNCF通用并可与TGV车票联程购买。

### 市内交通
旺多姆-卢瓦河畔维列TGV站对应的公交车站名称为"Gare TGV"，停靠该站的公交线路包括旺多姆公交A线和G线。

## 临近车站
| 旺多姆-卢瓦河畔维列TGV站（Gare de Vendôme - Villiers-sur-Loir TGV） |                      |                                                                 |
| 上行车站                                                            | 线路                 | 下行车站                                                        |
| 马西TGV站←                                                          | 法国高速铁路大西洋线 | ↗（图尔南联络线）→蒙站 →（正线）→波尔多圣让站 ↘圣皮耶尔德科尔站 |